# Ismail al-Sabiani
Ismail Mohamed al-Sabiani (arabisch إسماعيل محمد الصبياني, DMG Ismāʿīl Muḥammad aṣ-Ṣabyānī; * 25. April 1989 in Dschidda) ist ein ehemaliger saudischer Sprinter, der sich auf den 400-Meter-Lauf spezialisiert hat.

## Sportliche Laufbahn
Erste internationale Erfahrungen sammelte Ismail al-Sabiani im Jahr 2005, als er bei den Jugendweltmeisterschaften in Marrakesch im 800-Meter-Lauf mit 1:59,12 min in der ersten Runde ausschied und mit der saudischen Sprintstaffel (1000 Meter) in 1:52,89 min die Bronzemedaille gewann. Anschließend startete er bei den Westasienspielen in Doha und belegte dort in 1:58,58 min den siebten Platz. Im Jahr darauf gewann er bei den Panarabischen Juniorenmeisterschaften in Kairo in 47,54 s die Silbermedaille im 400-Meter-Lauf und siegte mit der saudischen 4-mal-400-Meter-Staffel in 3:15,62 min. Zuvor wurde er bei den Juniorenasienmeisterschaften in Macau in 1:56,49 min Siebter über 800 Meter und gewann mit der Staffel in 3:11,46 min die Silbermedaille. Mit der Staffel startete er dann bei den Juniorenweltmeisterschaften in Peking, wurde dort aber im Vorlauf disqualifiziert. Anfang Dezember nahm er erstmals an den Asienspielen in Doha teil und schied dort über 400 Meter mit 48,01 s in der ersten Runde aus, siegte aber mit der Staffel in 3:05,31 min.
2007 belegte er bei den Arabischen Meisterschaften in Amman in 47,84 s den siebten Platz über 400 Meter und siegte mit der Staffel in 3:07,97 min. Anschließend wurde er auch bei den Asienmeisterschaften ebendort in 48,20 s Siebter im Einzelbewerb und siegte mit der Staffel in 3:05,96 min. Bei den Hallenasienspielen in Macau kam er in der Staffel im Vorlauf zum Einsatz und trug damit zum Gewinn der Goldmedaille bei. Ende November belegte er bei den Panarabischen Spielen in Kairo in 48,17 s den achten Platz über 400 Meter und siegte mit der Staffel in 3:04,74 min. Im Jahr darauf siegte er bei den Juniorenasienmeisterschaften in Jakarta in 46,33 s über 400 Meter und gewann mit der Staffel in 3:15,65 min die Bronzemedaille. Anschließend schied er bei den Juniorenweltmeisterschaften in Bydgoszcz mit 48,04 s im Halbfinale aus und verpasste mit der Staffel mit 3:11,37 min den Finaleinzug. 2009 belegte er bei den Arabischen Meisterschaften in Damaskus in 48,17 s den sechsten Platz und anschließend siegte er bei den Hallenasienspielen in Hanoi in 47,31 s im Einzelbewerb über 400 Meter sowie in 3:10,31 min auch mit der Staffel. Im November gewann er dann bei den Asienmeisterschaften in Guangzhou in 46,84 s die Bronzemedaille hinter dem Chinesen Liu Xiaosheng und Yūzō Kanemaru aus Japan. Zudem erreichte er mit der Staffel in 3:06,95 min Rang vier. 2010 nahm er erneut an den Asienspielen ebendort teil und belegte dort in 47,11 s den siebten Platz über 400 Meter und verteidigte mit der Staffel in 3:02,30 min seinen Titel von 2006.
2011 belegte er bei den Asienmeisterschaften in Kōbe in 47,15 s den sechsten Platz im Einzelbewerb und anschließend wurde er bei den Militärweltspielen in Rio de Janeiro im Vorlauf disqualifiziert und konnte sein Staffelrennen im Finale nicht beenden. Mit der Staffel startete er daraufhin bei den Weltmeisterschaften in Daegu, bei denen er mit 3:05,65 min aber den Finaleinzug verpasste. 2013 gewann er bei den Arabischen Meisterschaften in Doha in 46,08 s die Silbermedaille hinter seinem Landsmann Youssef Masrahi und siegte mit der Staffel in 3:06,23 min. Bei den Asienmeisterschaften in Pune siegte er in 3:02,53 min zum zweiten Mal nach 2007 und bei den Asienmeisterschaften in Moskau schied er mit 3:04,55 min im Vorlauf aus. Bei den IAAF World Relays 2014 auf den Bahamas schied er mit 3:06,37 min in der Vorrunde aus und im Herbst erreichte er bei seinen dritten Asienspielen in Incheon das Halbfinale, in dem er mit 47,06 s ausschied und mit der Staffel in 3:04,03 min die Bronzemedaille hinter den Teams aus Japan und Südkorea gewann. Auch bei den Leichtathletik-Asienmeisterschaften 2017 in Bhubaneswar schied er mit 47,21 s im Halbfinale aus und beendete daraufhin seine aktive sportliche Karriere im Alter von 28 Jahren.

## Persönliche Bestzeiten
- 400 Meter: 45,74 s, 11. Mai 2009 in Riad
  - 400 Meter (Halle): 47,31 s, 1. November 2009 in Hanoi
- 800 Meter: 1:51,86 min, 12. Mai 2006 in Doha